# Ozvučení kláves

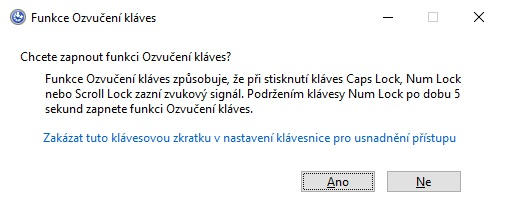
Okno s Ozvučení kláves

Ozvučení kláves je jedna z funkcí usnadnění přístupu v operačním systému Microsoft Windows, která je určena pro osoby se zrakovými nebo kognitivními poruchami. V případě zapnutí funkce ozvučení kláves zazní zvukový signál po stisknutí zamykacích kláves, tedy ⇪ Caps lock, Num Lock nebo Scroll Lock. Když jsou tlačítka zapnutá, zazní zvuk s vysokým tónem, v případě, že jsou vypnutá, zazní zvuk s nízkým tónem. Pro aktivaci i deaktivaci funkce stačí 5 sekund podržet klávesu Num Lock.

## Historie
Microsoft zavedl funkci ozvučení kláves ve Windows 95 a dodnes se nachází v nejnovějších verzích Windows.